# بناهای روستای تاج‌آباد (عباس‌آباد)
بناهای روستای تاج آباد (عباس‌آباد) مربوط به دوران‌های تاریخی پس از اسلام است و در شهرستان اصفهان، در بین راه مورچه خورت به نطنز واقع شده و این اثر در تاریخ ۳۰ تیر ۱۳۴۹ با شمارهٔ ثبت ۸۹۸ به‌عنوان یکی از آثار ملی ایران به ثبت رسیده‌است.